# Bataille de Chanteloup
Guerre de Vendée
Batailles
La bataille de Chanteloup se déroule sur les territoires des communes de Courlay et de Chanteloup, le 10 juillet 1794 pendant la guerre de Vendée.

## Déroulement
Le 10 juillet 1794, le général républicain Louis Bonnaire quitte le camp de La Châtaigneraie et se porte sur Chanteloup. D'après le journal d'André Mercier du Rocher, sa colonne est forte de 2 000 hommes d'infanterie et de 300 chevaux. 
Les républicains y attaquent une troupe de Vendéens de l'armée de Richard estimée entre 1 000 et 1 200 hommes par Bonnaire, mais réduite à 500 par Mercier du Rocher. Ces derniers s'embusquent en dehors du bourg et repoussent une première offensive,. Bonnaire rallie ses troupes et lance une seconde attaque qui met en fuite les Vendéens. 

## Pertes
Selon le rapport de Bonnaire, les pertes de ses troupes sont de quatre morts et dix blessés légers, contre 60 hommes pour les rebelles, dont un chef surnommé « La Rochejaquelin »,. 

## Mémoire

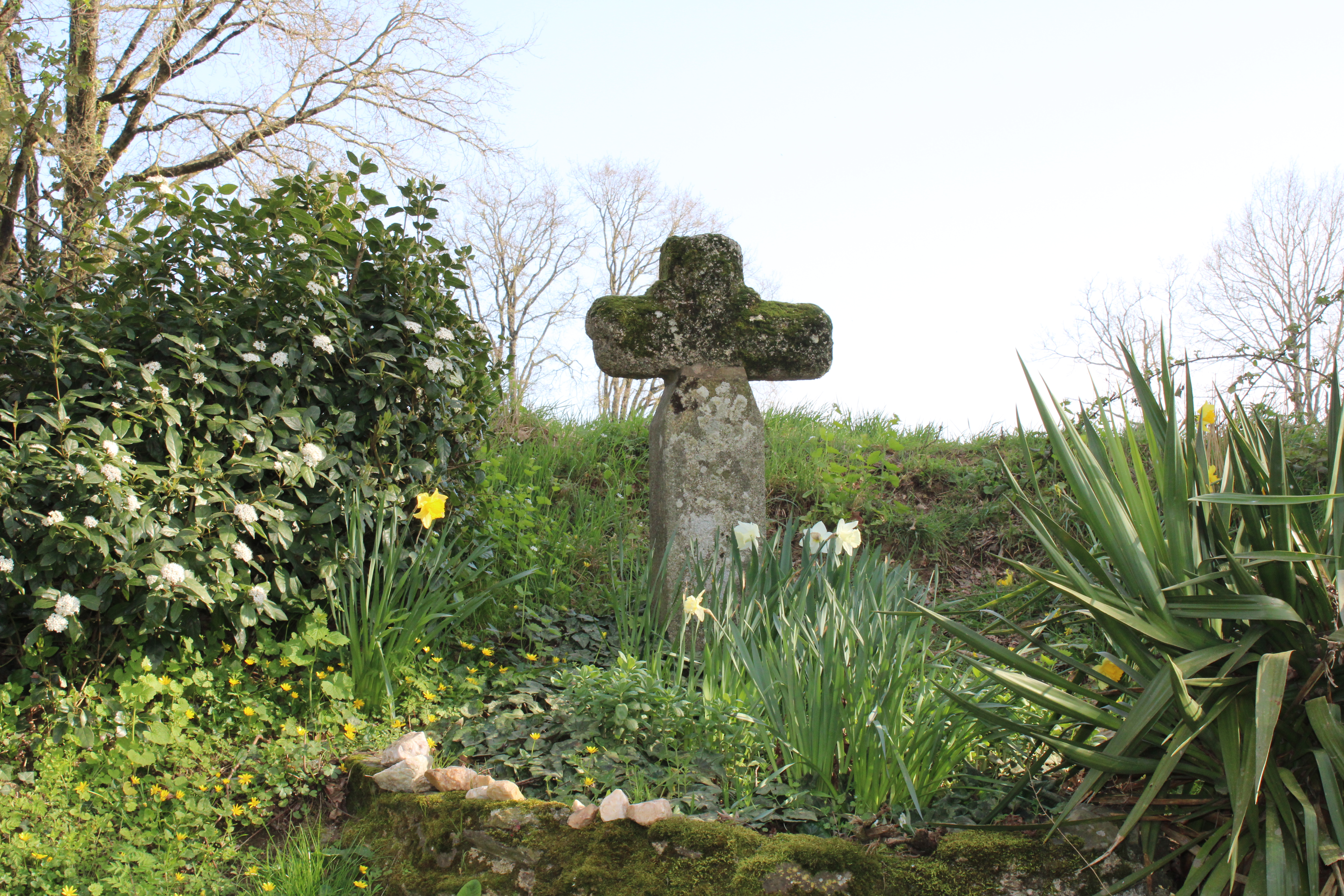
Croix des chouans à Courlay.

De nos jours, sur le territoire de Courlay, une croix dite « croix des chouans » , probablement située sur le lieu des combats, témoigne de cet événement. Un prêtre aurait été enterré sous cette croix, il s'agirait vraisemblablement d'un curé tué lors du combat. Un panneau explicatif relatant la bataille a été apposé à côté.